# Шипка набијача
Арбија (тур. harbi) или шипка набијача, шипка од гвожђа или тврдог дрвета којом се набија набој (барут и кугла) у цев код раног ватреног оружја, пиштоља и пушака спредњача.

## Историја
Вук Караџић у свом Српском рјечнику из 1852 (на страни 802) дефинише појам харбија као шипка (дрвена или гвоздена) којом се набија мала пушка кад се пуни.
Шипке набијаче од гвожђа или тврдог дрвета користиле су се за набијање барута и зрна (пројектила) у цев свог раног ватреног оружја које се пунило спреда, од топова (1327-1878) преко пушака фитиљача, кремењача и капислара (1411-1866), пиштоља колашица, кремењаша и капислара, па све до револвера капислара (1835-1865). Њихова употреба постепено је престала увођењем топова острагана (после 1865), пушака острагуша (1842-1866) и револвера који се пуне сједињеним метком (1857-1873).
Ватрено оружје које се пунило спреда није се могло добро напунити без шипке набијаче, пошто је набијањем барут испуњавао дно цеви, где се налазила фаља - рупица са припалом, чије је паљење активирало набој у цеви. Без набијања, оружје је имало тенденцију да слаже, односно затаји. Шипке набијаче су биле монтиране испод цеви оружја и извлачиле су се по потреби, или су се носиле за појасом.
У почетку, шипке набијаче носиле су се посебно, најчешће за појасом стрелца.  У Османском царству и Србији носиле су се за појасом још у време Првог и Другог српског устанка. Познато је да је у боју на Мишару (1806) поп Лука Лазаревић, пошто му се сабља преломила, извукао гвоздену арбију из појаса и користио је као оружје. Иако су швајцарске мускете фитиљаче имале шипку набијачу монтирану испод цеви још 1475, обавезно монтирање металне шипке на мускете постало је уобичајено у Европи тек после 1698.

## Код револвера капислара
Револвери капислари имали су већином механичке шипке набијаче монтиране на тело револвера, које су набијале зрно у барутну комору цилиндра повлачњењем полуге која је на разне начине (шарком, завртњем или полугом) била повезана са шипком. Најпознатији механизми за пуњење револвера капислара били су Колтов, Адамсов и Керов систем.

### Колтов систем
Колтов механизам за набијање револвера, патентиран од стране Семјуела Колта око 1839, равна ротирајућа полуга монтирана на задњем крају шарком испод цеви. Троугласта плочица на задњем крају полуге била је са две шарке повезана са носачем испод цеви (на задњем углу) и кратком шипком иза ње (на доњем углу). Повлачење полуге наниже гура шипку у најнижу барутну комору цилиндра. Овај систем користио се на Колтовим револверима од 1839. до 1873, када је уведен Колт Миротворац са сједињеним метком, као и на револверима Ремингтон и Вебли.

### Адамсов систем
Адамсов набијач, патентиран од стране Роберта Адамса око 1853, равна или благо наниже закривљена пљосната полуга монтирана на левој или десној страни тела револвера шарком на предњем крају и ослоњена испод цилиндра са стране кундака кад се не користи. Полуга се окреће око шарке на предњем крају (на телу револвера испред и испод цилиндра), и има кратку попречну шипку у средини, окренуту надоле у фиксном положају. Да би се употребила, полуга мора да се ротира ручно доле и напред за 270°, све док полуга не дође испред цилиндра и шипка не уђе у једну од комора, набијајући зрно. Овај механизам користио се на старијим моделима револвера Адамс (са леве стране револвера) и Вебли (са десне стране револвера).

### Керов систем
Керов набијач, патентиран од стране Џемса Кера око 1855, савијена пљосната полуга (савијена надоле под правим или тупим углом, са кратком шипком на доњем краку) која се окреће око шарке на предњем делу оквира револвера испред цилиндра и ослоњена је леву страну цеви кад се не користи. Полуга мора да се окрене нагоре за 90° да би се шипка угурала у комору. Овај механизам користио се за револвере Бомонт-Адамс и Трантер, као и новије моделе револвера Адамс и Вебли.

## Спољашњи извори
- US Colt Walker (Reproduction)